# Ayu-mi-x II version JPN
ayu-mi-x II versión JPN se llama así porque cuenta con DJs japoneses. Esta versión contiene 12 remezclas de productores como GTS, Fukutomi Yukihiro, Fantastic Plastic Machine, Izumi Miyazaki, entre otros. El álbum fue lanzado el 8 de marzo de 2000 con el fin de promover aún más el segundo álbum de Hamasaki, LOVEppears.

## Lista de canciones
1. "Trauma" "Yukihiro Fukutomi Remix"
2. "Fly High" "Groove That Speed Mix"
3. "Immature" "Club Bahia Mix"
4. "Too Late" "Lab Life Remix"
5. "Boys & Girls" "Inskadisco mix"
6. "Whatever" "FPM's Winter Bossa"
7. "End Roll" "Da Urban Maestro Mix"
8. "Who..." "Blue Obsession Mix"
9. "And Then" "Future Disc Mix"
10. "Monochrome" "D-Z White Instinct Mix"
11. "Appears" "DJ-TURBO Remix"
12. "P.S II" "Dub's Kingship Remix"

## Posiciones en las listas de venta
| Lista (2000) | Posición | Tiempo en las listas |
| ------------ | -------- | -------------------- |
| Japan Oricon | 6        | 7 semanas            |

- Ventas Totales: 170,990 (Japón)

## Enlaces
- Ayu-mi-x II version JPN information at Avex Network.
- Ayu-mi-x II version JPN information at Oricon.

Ayu-mi-x II
- Datos: Q10858091